# بهرام گودرزی
بهرام گودرزی (زادهٔ ۵ فروردین ۱۳۲۲) خواننده موسیقی سنتی و آهنگساز اهل ایران است.

## زندگی هنری
بهرام گودرزی ۵ فروردین سال ۱۳۲۲ در تهران متولد شد. بیشتر اعضای خانواده او از صدایی خوش بهره داشتند به همین سبب از دوران کودکی به آواز و موسیقی ایرانی تمایل پیدا کرد. از جمله استادان او می‌توان به محمود کریمی، ادیب خوانساری، اسماعیل مهرتاش و حسین قوامی اشاره نمود.
او فارغ‌التحصیل هنرستان موسیقی ملی است.
در آغاز تأسیس تلویزیون ملی ایران، برای جذب هنرمندان یک امتحان برگزار شد که حدود سه هزار نفر متقاضی در آن شرکت کردند، در این رقابت «بهرام گودرزی» موفق به کسب رتبه اول شد و مجموعاً ۲۶ هنرجو پذیرفته شدند این هنرجویان ۲ سال تحت آموزش مرتضی حنانه به تحصیل موسیقی پرداختند. او منتخب این دوره و اولین مجری آواز ایرانی تلویزیون در سال ۱۳۴۷ بود.

وی پیش از انقلاب سال ۵۷ ایران حدود ۲۰۰ آواز و ترانه و ۴ آلبوم موسیقی (نوار کاست) ضبط و اجرا کرده‌است. همچنین پس از انقلاب بیش از ۵۰ تصنیف و ترانه و ۲ آلبوم موسیقی از او منتشر شده‌است. بهرام گودرزی با هنرمندانی همچون: حسین یوسف‌زمانی، حسن یوسف‌زمانی، محمدعلی کیانی نژاد، احمدعلی راغب، حسین بهروزی نیا، مهرداد دلنوازی، احمدرضا محسنی، علی اکبرپور و … همکاری داشته‌است.